# Amanda Woodward
Gli Amanda Woodward sono un gruppo Screamo originario di Caen. Sono uno dei gruppi più importanti negli anni 2000 nel genere in Francia, assieme ai Daïtro, soprattutto per fama e longevità (la formazione risale al 1998). Ad esempio di quasi tutti i predecessori francesi, non mancano i messaggi politici, soprattutto nei primi lavori, e anche gli ultimi mantengono un tocco "raffinato" che si discosta dal caos dei colleghi americani Ampere e Hot Cross.

## Formazione
- Gerome - voce
- Antoine - chitarra
- Nico - chitarra
- Pierre - basso
- Antoine - batteria

Nico è assieme a David dei The Apollo Program il cofondatore dell'etichetta Paranoid Records che oltre ad avere strettissimi rapporti con la Level Plane di Greg Drudy (batterista Hot Cross, ex-Saetia), dal 2004 circa, pubblica e distribuisce gli album degli Amanda Woodward. Pierre è attualmente anche bassista degli Aussitôt Mort, mentre Gerome è ben noto nell'ambiente per aver suonato in gruppi come Alcatraz e Peu Être.

## Discografia
- 2001 - CDR Demo / 10" (picture disc, autoprodotto)
- 2002 - Ultramort (CD su Destructure, LP su Chimères (2003))
- 2003 - Pleine de Grace (CD su Waiting for an Angel, 7" in Europa su Purepainsugar, 7" negli USA su Code of Ethics)
- 2004 - Amanda Woodward/1905 (split 7" su Stonehenge)
- 2004 - La Decadence de la Decadence (CD e LP su Earthwatersky Connection in Europa, CD su Level Plane e LP su Codes of Ethics negli USA, ristampa su CD su Paranoid per la Francia (2005))
- 2006 - Meurt La Soif/Un Peu d'Etoffe (7" su Paranoid in Europa e Level Plane negli USA)

Compare una traccia anche nella compilation Lucky Thirteen su Nova Recordings del 2003, Mange Ton Disque, che compare assieme alle tracce del primo 10", di Ultramort e Pleine de Grace nella cassetta Discographie, che raccoglie tutto il materiale pre-La decadence... (Yama Dori, 2004).